# De vlucht van de ooievaars
De vlucht van de ooievaars is het 39ste stripalbum uit de reeks De Smurfen. De Nederlandstalige versie verscheen in 2020 bij Standaard Uitgeverij. Het scenario is van Alain Jost en Thierry Culliford, de tekeningen komen van Miguel Diaz. De reeks kreeg vanaf dit album een ander logo in het Nederlands. De covertekening op de achterzijde is eveneens nieuw. De oorspronkelijke, Franse titel, Les Schtroumpfs et le vol des cigognes, kan zowel vertaald worden als "de diefstal van de ooievaars" als "de vlucht van de ooievaars".
In dit album krijgen de ooievaars, die de Smurfen geregeld gebruiken als transportmiddel, een grote rol.

## Verhaal
Na een feestje bij Homnibus komt onverwachts slechts één ooievaar de Smurfen halen en die is dan nog totaal overstuur. De Smurfen ontdekken dat alle ooievaars uit de buurt gestolen zijn. De sporen leiden naar een volière, waar een zekere Arnalf een lucratief handeltje heeft opgezet in ooievaarsproducten, voornamelijk de eieren. Een nieuw toverboek prijst die immers aan als middel om lang en gezond te leven. Zijn handlanger is niemand minder dan zijn neef Gargamel.
De Smurfen willen hun gevleugelde vrienden bevrijden en dringen de volière binnen. Ze kunnen rekenen op de laatste ooievaar, maar ook op enkele zwarte ooievaars. Ondanks hevig verzet van Arnulf en Gargamel slagen ze in hun opzet.
Gargamel en Arnulf zijn niet meteen van plan hun handeltje te stoppen, maar al gauw gaat het nieuws de ronde dat de auteur van het bewuste toverboek erg ziek is geworden van een eigen recept. De ooievaarsproducten zijn niets meer waard en Gargamel mag zich voorbereiden op ontevreden klanten.